# کلاغ هاوایی
کلاغ هاوایی (نام علمی: Corvus hawaiiensis) نام یک گونه از سرده کلاغ‌ها است. گونه کلاغ هاوایی، در رده‌بندی انقراض موجودت به عنوان در معرض خطرترین گونه  کلاغان  در دنیا طبقه‌بندی شده و تنها گونه‌ای است که در هاوایی به جا مانده است. بر پایه قوانین فدرال ایالات متحده آمریکا که برای حمایت از گونه‌های در معرض خطر جدی قرار دارند وضع شده، آسیب رساندن به کلاغ هاوایی منع گشته است. تا سال ۱۹۹۴، جمعیت این گونه به تنها ۳۱ عدد رسید. ۸ الی ۱۲ عدد در حیات وحش و ۱۹ عدد دیگر تحت اسارت بودند. تا سال ۲۰۰۲ تنها دو عدد از این گونه در حیات وحش زندگی میکردند که پس از ناپدید شدنشان وضعیت این پرنده به عنوان گونه منقرض‌شده در حیات وحش طبقه‌بندی شد.